# (13395) Deconihout
(13395) Deconihout ist ein Asteroid des Hauptgürtels, der am 10. September 1999 vom französischen Astronomen Laurent Bernasconi (* 1966) Observatorium in St. Michel sur Meurthe (IAU-Code 164) im Kanton Saint-Dié-des-Vosges-Ouest in Frankreich entdeckt wurde.
Der Asteroid wurde am 26. Juli 2000 nach dem französischen Amateurastronomen Serge Deconihout benannt, der sich mit der Konstruktion von Teleskopen beschäftigt und die Firma Valmeca gründete, die am Observatoire de Haute-Provence angesiedelt ist und Großteleskope für Amateure und Profis fertigt.